# Вацлав Сміл
Вацлав Сміл (нар. 9 грудня 1943) — чесько-канадський вчений і політичний аналітик.  Він є почесним професором факультету екології Університету Манітоби у Вінніпезі, Манітоба, Канада. Його міждисциплінарні дослідницькі інтереси охоплюють широку сферу досліджень в галузі енергетики, навколишнього середовища, харчових продуктів, населення, економіки, історії та державної політики. 

## Біографія
Народився під час Другої світової війни в місті Пльзень. Його батько був поліціянтом, а мати — бухгалтером.
Закінчив факультет природничих наук у Карловому університеті в Празі. Після закінчення школи відмовився вступати в комуністичну партію. Попри це, йому вдалося знайти роботу в бюро регіонального планування. Незабаром одружився зі студенткою медичного факультету Євою. У 1969 році вони з дружиною емігрували до Сполучених Штатів Америки.  Перебуваючи в еміграції, в 1972 році Вацлав Сміл здобув ступінь доктора географічних наук в Університеті Пенсільванії. В тому ж році емігрував до Канади та влаштувався на роботу в Манітобський університет, де читав лекції до виходу на пенсію у 2011 році. Викладав курси з навколишнього середовища, енергетики, забруднення повітря, населення, економічного розвитку та політики Китаю. Свою першу книгу «Енергетика Китаю: досягнення, проблеми, перспективи» опублікував у 1976 році. 
Вацлав Сміл був консультантом Світового банку, уряду США та Центрального розвідувального управління.

## Книги та публікації

### Книги видані українською мовою
- Вацлав Сміл: «Як насправді влаштований світ. Минуле, теперішнє і майбутнє з погляду науки» / пер. з англ. Олександр Стукало. — Київ: Лабораторія, 2022, — 312 с.